# Cranioleuca sulphurifera
A Cranioleuca sulphurifera a madarak (Aves) osztályának verébalakúak (Passeriformes) rendjébe és a fazekasmadár-félék (Furnariidae) családjába tartozó faj.

## Rendszerezése
A fajt Hermann Burmeister német zoológus írta le 1869-ben, a Synallaxis nembe Synallaxis sulphurifera néven. Egyes szervezetek a Limnoctites nembe sorolják Limnoctites sulphuriferus néven.

## Előfordulása
Dél-Amerika keleti részén, Argentína, Brazília és Uruguay területén honos. Természetes élőhelyei a szubtrópusi és trópusi cserjések és mocsarak. Vonuló faj.

## Megjelenése
Testhossza 15–16 centiméter, testtömege 12–14 gramm.

## Életmódja
Valószínűleg ízeltlábúakkal táplálkozik.

## Természetvédelmi helyzete
Az elterjedési területe nagyon nagy, egyedszáma viszont csökken, de még nem éri el a kritikus szintet. A Természetvédelmi Világszövetség Vörös listáján nem fenyegetett fajként szerepel.